# Ney (Ohio)
Pour les articles homonymes, voir Ney.
Ney est un village américain situé dans le comté de Defiance, dans l'Ohio. Selon le recensement de 2010, sa population est de 354 habitants.